# Liste der Kulturdenkmale in der Neustadt (Plauen)

Lage des Stadtteils Neustadt in Plauen

In der Liste der Kulturdenkmale in der Neustadt sind die Kulturdenkmale des Plauener Stadtteils Neustadt verzeichnet, die bis Januar 2020 vom Landesamt für Denkmalpflege Sachsen erfasst wurden (ohne archäologische Kulturdenkmale). Die Anmerkungen sind zu beachten.
Diese Aufzählung ist eine Teilmenge der Liste der Kulturdenkmale in Plauen.

## Liste der Kulturdenkmale in der Neustadt
| Bild           | Bezeichnung | Lage                            | Datierung              | Beschreibung | ID       |
| -------------- | --- | ------------------------------- | ---------------------- | --- | -------- |
| Weitere Bilder | Postmeilensäule | Reichenbacher Straße (Karte)    | Bezeichnet mit 1726    | Kursächsische Postmeilensäulen (Sachgesamtheit); Kopie einer Distanzsäule, verkehrs- und regionalhistorischer Bedeutung. Bezeichnet mit „Plauen 1726“, Porphyrtuff, Säule, Nachbildung nach historischer Überlieferung, Nachbildung in Nähe des ursprünglichen Standortes, kein historischer Bestand. | 09246550 |
| Weitere Bilder | Alte Elsterbrücke | Reichenbacher Straße (Karte)    | Zwischen 1230 und 1244 | Bestandteil der historischen Stadtbefestigung Plauens, älteste erhaltene Steinbogenbrücke Sachsens, von herausragender technikgeschichtlicher und regionalgeschichtlicher Bedeutung. Sechsbogige Steinbogenbrücke mit Stützpfeilern, diese zur Jahrhundertwende als Eisbrecher und zur Straßenerweiterung angebaut. Heutige Steinbrüstungen in den 1980er Jahren aufgesetzt. Erbauung zwischen etwa 1230 und 1244, in Urkunde als „pons lapideus“ bezeichnet. An der gleichen Stelle ist slawische Besiedlung und Mühle der Deutschherren nachweisbar. Nach 1817 Abtragung des äußeren Brückentores und der oberen Teile der hohen Brückenmauern, 1843/44 Abbruch der Torschreiberwohnung mit dem inneren Brückenturm, Überwölbung des Mühlgrabens, Anlegen von Trottoirs und Ersetzung der Brüstungsmauern durch Eisengeländer. Brückenlänge 75 m, Breite 7,25 m, fünf Brückenpfeiler, Mauerwerk aus plattig brechendem Tonschiefer, in Kalkmörtel verlegt. Die Pfeiler sind 3 bzw. 4 und 4,5 m breit, die Pfeilerköpfe erhielten später steinerne Vorlagen. Die südlichen drei Bögen überbrücken die Weiße Elster, die nördlichen Bögen den Mühlgraben. | 09246547 |
| Weitere Bilder | Doppelwohnhaus in geschlossener Bebauung | Stresemannstraße 84, 86 (Karte) | 1904                   | Rustikale späthistoristische Fassade mit Jugendstilelementen, u. a. baugeschichtliche Bedeutung. Dreigeschossiger, stark reliefierter Putz-Doppelbau auf kräftig rustiziertem Sockel (Bossenquader), darin rechts aus der Mitte gerückt der rundbogige Eingang, schönes rundbogiges Türportal mit zweiflügeliger Tür. Erdgeschoss Rundbogenfenster mit Schlusssteinen, linksseitig Thermenfenster, die drei Geschosse mit Gliederung durch Kolossallisenen und Putz-Stuck-Ornamentfelder (Amphoren, Girlanden). Doppelter, jeweils zweiachsiger Mittelrisalit mit zusätzlichem, rundbogigem und mit Lünette abgeschlossenem Giebelgeschoss, in den Giebelfeldern Jugendstilornament. Ehemals wahrscheinlich auch Produktions- oder Kontorgebäude. | 09246555 |
|                | Ehemaliges Fabrikgebäude sowie ehemaliges Maschinenhaus (südlicher eingeschossiger Anbau), ehemals Bleicherei, Färberei und Appreturanstalt C. C. Münzing | Stresemannstraße 92 (Karte)     | 1901                   | Zeittypische Fabrikanlage mit repräsentativem Hauptgebäude in Klinkerbauweise (Anbau mit Sheddach kein Denkmal), technisches Denkmal, baugeschichtliche und ortsgeschichtliche Relevanz. Entworfen vom Leipziger Architektenbüro Händel & Franke. Das Verwaltungs- und Produktionsgebäude ist ein drei-bis viergeschossiger gelber Klinkerbau aus kubischen Baukörpern, mit großen Rechteckfenstern, Lisenengliederung und prägender zahnschnittfriesartiger Gliederung der oberen Geschosse und der Traufen. Grünglasierte Ziegelbänder als Zierrat, vergittertes Sockelgeschoss. Südlich ehemaliges Maschinenhaus als eingeschossiger Anbau im gleichen Stil. Schornstein abgebrochen. Das Gelände war bereits vor 1864 mit Industrieanlagen bebaut. Nach erheblichen Kriegszerstörungen 1945 wurde es ab 1949 für die Maschinenfabrik Vogtland genutzt, dann als Betriebsfachschule des VEB WEMA. Die beiden Gebäude sind das Relikt einer einst wesentlich größeren ortsbildprägenden Industrieanlage. | 09246557 |

## Tabellenlegende
- Bild: Bild des Kulturdenkmals, ggf. zusätzlich mit einem Link zu weiteren Fotos des Kulturdenkmals im Medienarchiv Wikimedia Commons. Wenn man auf das Kamerasymbol klickt, können Fotos zu Kulturdenkmalen aus dieser Liste hochgeladen werden:
- Bezeichnung: Denkmalgeschützte Objekte und ggf. Bauwerksname des Kulturdenkmals
- Lage: Straßenname und Hausnummer oder Flurstücknummer des Kulturdenkmals. Die Grundsortierung der Liste erfolgt nach dieser Adresse. Der Link (Karte) führt zu verschiedenen Kartendiensten mit der Position des Kulturdenkmals. Fehlt dieser Link, wurden die Koordinaten noch nicht eingetragen. Sind diese bekannt, können sie über ein Tool mit einer Kartenansicht einfach nachgetragen werden. In dieser Kartenansicht sind Kulturdenkmale ohne Koordinaten mit einem roten bzw. orangen Marker dargestellt und können durch Verschieben auf die richtige Position in der Karte mit Koordinaten versehen werden. Kulturdenkmale ohne Bild sind an einem blauen bzw. roten Marker erkennbar.
- Datierung: Baubeginn, Fertigstellung, Datum der Erstnennung oder grobe zeitliche Einordnung entsprechend des Eintrags in der sächsischen Denkmaldatenbank
- Beschreibung: Kurzcharakteristik des Kulturdenkmals entsprechend des Eintrags in der sächsischen Denkmaldatenbank, ggf. ergänzt durch die dort nur selten veröffentlichten Erfassungstexte oder zusätzliche Informationen
- ID: Vom Landesamt für Denkmalpflege Sachsen vergebene, das Kulturdenkmal eindeutig identifizierende Objekt-Nummer. Der Link führt zum PDF-Denkmaldokument des Landesamtes für Denkmalpflege Sachsen. Bei ehemaligen Kulturdenkmalen können die Objektnummern unbekannt sein und deshalb fehlen bzw. die Links von aus der Datenbank entfernten Objektnummern ins Leere führen. Ein ggf. vorhandenes Icon  führt zu den Angaben des Kulturdenkmals bei Wikidata.